# Laura Stumper
Laura Stumper (heute Laura Robertson; * 6. Juni 1984 in Singen) ist eine deutsche Tischtennisspielerin. Sie ist Deutsche Meisterin im Doppel sowie Jugend-Europameisterin im Einzel und mit der Mannschaft.

## Jugend
Sie konnte einige Medaillen im internationalen Jugendbereich gewinnen. 1998 gewann sie in Norcia die Mannschafts-Europameisterschaft bei den Schülerinnen, im Einzel holte sie Silber. 2000 gewann sie bei der Europameisterschaft der Jugend in Bratislava mit der deutschen Mannschaft Gold, ein Jahr später wurde sie Europameister im Einzel.
In Schülerwettbewerben gewann sie 1997 bei der Deutschen Meisterschaft in Hohenschönhausen (Berlin) alle drei Disziplinen: Einzel, Doppel (mit Irene Ivancan) und Mixed (mit Jörg Schlichter). Ein Jahr später wurde sie nochmals Deutsche Schülermeisterin im Einzel. 1997 und 1998 siegte sie beim Bundesranglistenturnier TOP-12 der Schüler.
Mehrfache Erfolge verzeichnete sie auch bei deutschen Jugendmeisterschaften: 1998 im Mixed Silber (mit Jörg Schlichter), 1999 im Doppel Silber (mit Jessica Göbel), 2000 im Doppel Silber (mit Irene Ivancan) und 2000 Gold im Einzel.
Beim Bundesranglistenturnier TOP-12 der Jugend belegte sie 1999 in Mülheim-Kärlich ungeschlagen Platz 1. Beim Europe Jugend TOP 12 holte sie 2001 in Cardiff den Titel. sowie 2000 in Tours. Bereits mit 11 Jahren wurde sie von der Spvgg. 07 Ludwigsburg für die 2. Bundesliga verpflichtet.

## Aktive
Bei den Aktiven nahm sie als Zwölfjährige erstmals an der deutschen Meisterschaft teil. Sie belegte den zweiten Platz im Doppel bei den French Open 2000. Als sie 1997 nach Böblingen wechselte, war sie die jüngste Spielerin in der 1. Bundesliga.
Zwischen 2001 und 2005 stand sie fünfmal in Folge im Endspiel der Deutschen Meisterschaften im Damen-Doppel, 2002 gelang ihr der Titelgewinn (zusammen mit Tanja Hain-Hofmann).
Ihren ersten Einsatz in der Nationalmannschaft hatte Laura Stumper am 25. September 2001 im Europaliga-Spiel gegen Kroatien, wo sie Andrea Bobetic mit 2:0 besiegte. International vertrat sie Deutschland 2003 und 2004 bei Weltmeisterschaften, beste Platzierung war ein sechster Platz mit der Mannschaft 2004, sowie mehrfach bei Europameisterschaften; dort waren die besten Platzierungen der Vizeeuropameisterschaftstitel mit der Mannschaft 2002 sowie das Erreichen des Viertelfinales 2003. Insgesamt absolvierte sie 17 Länderspiele.
Stumper ist zurzeit (Juli 2007) Sportsoldatin bei der Bundeswehr. 2010 schloss sie sich dem Damenbundesligateam von Hassia Bingen (seit 2011 TTG Bingen / Münster-Sarmsheim) an. Frühere Vereine waren TTC Engen (bis 1995), Spvgg 07 Ludwigsburg (1995–1996; 2. BL; Bilanz 26:23), der MTV Stuttgart (1996–1997; Bilanz 33:9), die SV Böblingen (ab 1997) und TV Busenbach (ab 1999). Im April 2009 belegte sie in der deutschen Rangliste Platz sieben. Seit 2018 spielt sie beim Schweizer Erstligaverein TTC Neuhausen.

## Privat
Laura entstammt einer Tischtennisfamilie. Ihr Vater Rudolf Stumper war in den 1980er Jahren Bundesligaspieler, ihre Mutter Judith (Geburtsname Borbely) – eine gebürtige Rumänin, später Judith Patouliou –  gewann 1986 die deutsche Meisterschaft im Doppel. Lauras Halbbruder Kay Stumper siegte 2011 beim Bundesfinale der mini-Meisterschaften und wurde 2014 Deutscher Meister der Schüler. 1987 trennten sich ihre Eltern, danach lebte sie bei ihrem Vater. Am 17. Mai 2008 heiratete sie Adam Robertson, einen Nationalspieler aus Wales. Seitdem tritt sie unter dem Namen Laura Robertson an.

## Turnierergebnisse
| Verband | Veranstaltung                         | Jahr | Ort             | Land | Einzel        | Doppel        | Mixed     | Team |
| ------- | ------------------------------------- | ---- | --------------- | ---- | ------------- | ------------- | --------- | ---- |
| GER     | Europameisterschaft                   | 2007 | Belgrad         | SRB  |               | Viertelfinale |           |      |
| GER     | Europameisterschaft                   | 2003 | Courmayeur      | ITA  | Viertelfinale |               |           |      |
| GER     | Europameisterschaft                   | 2002 | Zagreb          | HRV  |               |               |           | 2    |
| GER     | Jugend-Europameisterschaft (Kadetten) | 1998 | Norcia          | ITA  | Silber        |               |           | 1    |
| GER     | Jugend-Europameisterschaft (Junioren) | 2001 | Terni           | ITA  | Gold          |               |           |      |
| GER     | Jugend-Europameisterschaft (Junioren) | 2000 | Bratislava      | SVK  | Halbfinale    |               |           | 1    |
| GER     | Pro Tour                              | 2009 | Bremen          | GER  | letzte 32     |               |           |      |
| GER     | Pro Tour                              | 2008 | Berlin          | GER  | letzte 64     |               |           |      |
| GER     | Pro Tour                              | 2008 | Salzburg        | AUT  | letzte 32     |               |           |      |
| GER     | Pro Tour                              | 2007 | Doha            | QAT  | letzte 32     |               |           |      |
| GER     | Pro Tour                              | 2007 | Zagreb          | HRV  | letzte 32     |               |           |      |
| GER     | Pro Tour                              | 2006 | Warschau        | POL  | letzte 32     | letzte 16     |           |      |
| GER     | Pro Tour                              | 2006 | Bayreuth        | GER  | Viertelfinale |               |           |      |
| GER     | Pro Tour                              | 2006 | St Petersburg   | RUS  | letzte 32     | letzte 16     |           |      |
| GER     | Pro Tour                              | 2006 | Belgrad         | SRB  | letzte 64     | letzte 16     |           |      |
| GER     | Pro Tour                              | 2006 | Taipei          | TPE  | letzte 32     | Viertelfinale |           |      |
| GER     | Pro Tour                              | 2006 | Jeonju          | KOR  | letzte 32     |               |           |      |
| GER     | Pro Tour                              | 2005 | St. Petersburg  | RUS  | Viertelfinale | letzte 16     |           |      |
| GER     | Pro Tour                              | 2005 | Fort Lauderdale | USA  | letzte 32     |               |           |      |
| GER     | Pro Tour                              | 2005 | Doha            | QAT  | letzte 32     |               |           |      |
| GER     | Pro Tour                              | 2005 | Zagreb          | HRV  | letzte 64     |               |           |      |
| GER     | Pro Tour                              | 2004 | Wels            | AUT  | letzte 32     |               |           |      |
| GER     | Pro Tour                              | 2004 | Leipzig         | GER  | letzte 32     | letzte 16     |           |      |
| GER     | Pro Tour                              | 2004 | Warschau        | POL  | letzte 32     |               |           |      |
| GER     | Pro Tour                              | 2004 | Athen           | GRE  | letzte 64     |               |           |      |
| GER     | Pro Tour                              | 2004 | Croatia         | HRV  | letzte 32     | Viertelfinale |           |      |
| GER     | Pro Tour                              | 2003 | Malmö           | SWE  | letzte 64     | Viertelfinale |           |      |
| GER     | Pro Tour                              | 2003 | Aarhus          | DEN  | letzte 64     | letzte 16     |           |      |
| GER     | Pro Tour                              | 2003 | Bremen          | GER  | letzte 64     |               |           |      |
| GER     | Pro Tour                              | 2003 | Kobe            | JPN  | letzte 64     | letzte 16     |           |      |
| GER     | Pro Tour                              | 2003 | Croatia         | HRV  | letzte 32     |               |           |      |
| GER     | Pro Tour                              | 2002 | Warschau        | POL  | letzte 32     | letzte 16     |           |      |
| GER     | Pro Tour                              | 2002 | Kobe            | JPN  | letzte 16     | letzte 16     |           |      |
| GER     | Pro Tour                              | 2002 | Gangneung City  | KOR  |               | letzte 16     |           |      |
| GER     | Pro Tour                              | 2002 | Kairo           | EGY  | letzte 32     |               |           |      |
| GER     | Pro Tour                              | 2002 | Wels            | AUT  | letzte 64     | letzte 16     |           |      |
| GER     | Pro Tour                              | 2001 | Farum           | DEN  | letzte 32     | letzte 16     |           |      |
| GER     | Pro Tour                              | 2001 | Rotterdam       | NED  | letzte 64     | letzte 32     |           |      |
| GER     | Pro Tour                              | 2001 | Bayreuth        | GER  |               | letzte 16     |           |      |
| GER     | Pro Tour                              | 2001 | Zagreb          | HRV  | letzte 64     | Rd 1          |           |      |
| GER     | Pro Tour                              | 2000 | Umeå            | SWE  | Rd 1          | Viertelfinale |           |      |
| GER     | Pro Tour                              | 2000 | Warschau        | POL  |               | letzte 16     |           |      |
| GER     | Pro Tour                              | 2000 | Toulouse        | FRA  |               | Silber        |           |      |
| GER     | Pro Tour                              | 1999 | Karlskrona      | SWE  | Rd 1          |               |           |      |
| GER     | Pro Tour                              | 1999 | Hopton-on-Sea   | ENG  | Rd 1          | Rd 1          |           |      |
| GER     | Weltmeisterschaft                     | 2004 | Doha            | QAT  |               |               |           | 6    |
| GER     | Weltmeisterschaft                     | 2003 | Paris           | FRA  | letzte 64     | letzte 32     | letzte 64 |      |